# Skeppsås distrikt
Skeppsås distrikt är ett distrikt i Mjölby kommun och Östergötlands län. 
Distriktet ligger norr om Mjölby. 

## Tidigare administrativ tillhörighet
Distriktet inrättades 2016 och utgörs av socknen Skeppsås i Mjölby kommun.
Området motsvarar den omfattning Skeppsås församling hade vid årsskiftet 1999/2000.